# Acțiunile militare de pe aliniamentul Râmnicu Sărat-Viziru (1916)
Acțiunile militare de pe aliniamentul Râmnicu Sărat-Viziru s-au desfășurat între 9/22 decembrie – 14/27 decembrie 1916 și au avut ca rezultat înfrângerea forțelor ruso-române de către trupele Puterilor Centrale.
Luptele s-au desfășurat după încercarea de rezistență pe aliniamentul Cricov-Ialomița, încheiată cu victoria forțelor centrale. După înfrângerea încercării de rezistență pe acest aliniament, forțele române și ruse au fost nevoite să continue mișcarea generală de retragere către sudul Moldovei.

## Contextul operativ strategic

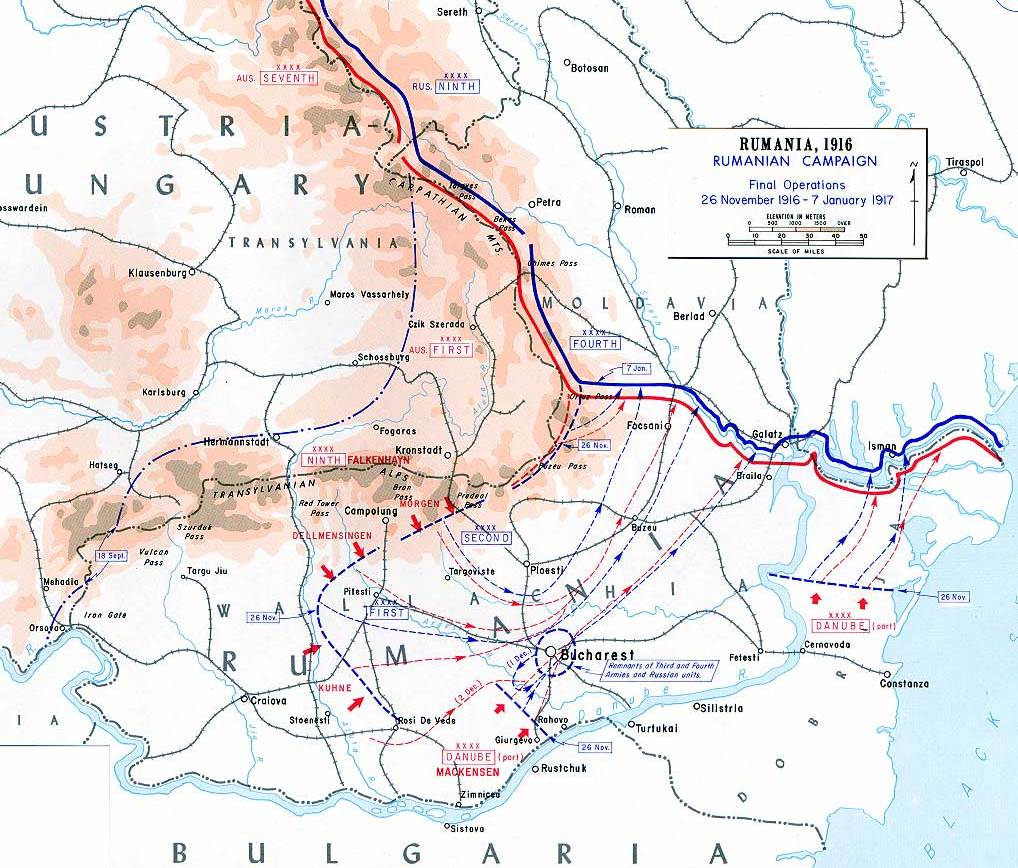
Ocuparea Munteniei, noiembrie-decembrie 1916

Acțiunile militare de pe aliniamentul Râmnicu Sărat-Viziru au făcut parte din operația de apărare a teritoriului Munteniei, cea de-a patra operație de nivel strategic desfășurată de Armata României în campania anului 1916.:pp 491-494
După Bătălia pentru București, încheiată cu victoria forțelor centrale, obiectivul comandamentului român era de a întârzia înaintarea inamicului prin acțiuni ofensive, în scopul de a câștiga timp pentru a permite concentrarea trupelor rusești pe linia de rezistență Râmnicu Sărat—Viziru—Dunărea.
După încercarea de rezistență pe aliniamentul Cricov-Ialomița, forțele române au fost nevoite să continue mișcarea generală de retragere către sudul Moldovei.

## Forțe participante

### Dispozitivul forțelor române
Aripa dreaptă a forțelor române era formată din Armata 2, comandată de generalul Alexandru Averescu, care ocupa dispozitiv de luptă de la râul Slănic până la Racovițeni. Aripa stângă, de la Racovițeni la Dunăre era formată de forțe ruse aparținând de Corpurile  4,8 și 4 Siberian, dispuse pe aliniamentul Racovițeni-Zoița-Bălăceanu-Filipești-Viziru.:p. 495
Forțele Armatei 2 erau împărțite în două grupuri operative: „Grupul Oituz-Vrancea” - comandat de generalul Eremia Grigorescu și „Grupul Râmnic”, comandat de generalul Arthur Văitoianu.
Grupul Oituz-Vrancea era dispus în sectorul Valea Slănicului- Valea Zăbalei, cu Divizia 15 Infanterie între vârful Șandor și vârful Clăbucul și Brigada 7 Mixtă de la vârful Clăbucul până la vârful Furu.
Grupul Râmnic era dispus cu Divizia 3 Infanterie, comandată de colonelul Alexandru Mărgineanu, în sectorul satul Măgura-dealul Marghiloman, având detașamente la Nereju, Furu Mare și vârful Petrei; Divizia 1 Infanterie, comandată de generalul Dumitru Stratilescu, în sectorul dealul Marghiloman, Valea Sălciei, Pardoși; Divizia 6 Infanterie, comandată de generalul Nicolae Arghirescu, în sectorul Pardoși-Racovițeni; Divizia 7 Infanterie, comandată de colonelul Grigore Bunescu și Divizia 12 Infanterie, comandată de generalul Traian Găiseanu, în rezervă.

### Dispozitivul forțelor germane
Forțele Puterilor Centrale erau grupate în două armate. Armata 9 germană comandată de generalul Erich von Falkenhayn avea ca
axă de înaintare calea ferată Buzău-Focșani, cu Grupul Kraft în stânga, în regiunea muntoasă și Grupul Morgen în dreapta. Armatei de Dunăre, formată din Grupul Kosch și forțe bulgare, înainta de-a lungul Dunării, pe direcția principală Slobozia - Brăila.:p. 522

## Planurile de operații

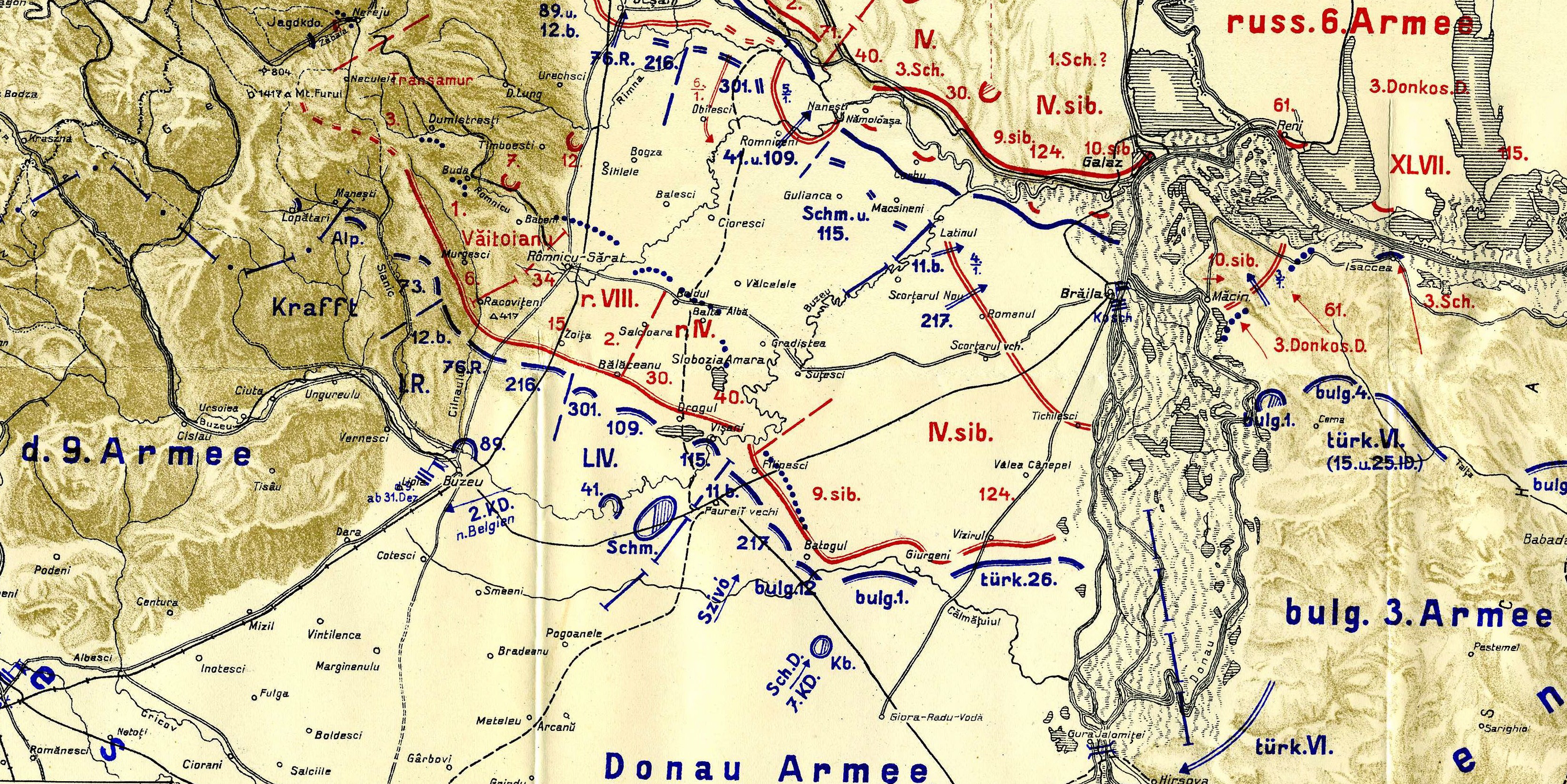
Desfășurarea acțiunilor militare

## Comandanți
Comandanți români
|                                                              |                                                              |                                                              |                                                              |                                                              |                                                              |                                                              |                                                              |                                                              |                                                              |                                                           |                                                           | General Alexandru Averescu Comandantul Armatei 2          |                                                           |  |  |                                                                |                                                                |                                                                |                                                                |                                                                |                                                                |                                                      |                                                      |                                                               |                                                               |                                                               |                                                               |                                                               |                                                               |  |  |                                                              |                                                              |                                                              |                                                              |                                                              |                                                              |  |  |  |  |  |  |  |  |  |  |  |  |
|                                                              |                                                              |                                                              |                                                              |                                                              |                                                              |                                                              |                                                              |                                                              |                                                              |                                                           |                                                           |                                                           |                                                           |  |  |                                                                |                                                                |                                                                |                                                                |                                                                |                                                                |                                                      |                                                      |                                                               |                                                               |                                                               |                                                               |                                                               |                                                               |  |  |                                                              |                                                              |                                                              |                                                              |                                                              |                                                              |  |  |  |  |  |  |  |  |  |  |  |  |
|                                                              |                                                              |                                                              |                                                              |                                                              |                                                              |                                                              |                                                              |                                                              |                                                              |                                                           |                                                           |                                                           |                                                           |  |  |                                                                |                                                                |                                                                |                                                                |                                                                |                                                                |                                                      |                                                      |                                                               |                                                               |                                                               |                                                               |                                                               |                                                               |  |  |                                                              |                                                              |                                                              |                                                              |                                                              |                                                              |  |  |  |  |  |  |  |  |  |  |  |  |
|                                                              |                                                              |                                                              |                                                              | General Eremia Grigorescu Comandantul Grupului Oituz-Vrancea | General Eremia Grigorescu Comandantul Grupului Oituz-Vrancea | General Eremia Grigorescu Comandantul Grupului Oituz-Vrancea | General Eremia Grigorescu Comandantul Grupului Oituz-Vrancea | General Eremia Grigorescu Comandantul Grupului Oituz-Vrancea | General Eremia Grigorescu Comandantul Grupului Oituz-Vrancea |                                                           |                                                           |                                                           |                                                           |  |  |                                                                |                                                                |                                                                |                                                                | General Arthur Văitoianu Comandantul Grupului Râmnic           | General Arthur Văitoianu Comandantul Grupului Râmnic           | General Arthur Văitoianu Comandantul Grupului Râmnic | General Arthur Văitoianu Comandantul Grupului Râmnic | General Arthur Văitoianu Comandantul Grupului Râmnic          | General Arthur Văitoianu Comandantul Grupului Râmnic          |                                                               |                                                               |                                                               |                                                               |  |  |                                                              |                                                              |                                                              |                                                              |                                                              |                                                              |  |  |  |  |  |  |  |  |  |  |  |  |
|                                                              |                                                              |                                                              |                                                              | General Eremia Grigorescu Comandantul Grupului Oituz-Vrancea | General Eremia Grigorescu Comandantul Grupului Oituz-Vrancea | General Eremia Grigorescu Comandantul Grupului Oituz-Vrancea | General Eremia Grigorescu Comandantul Grupului Oituz-Vrancea | General Eremia Grigorescu Comandantul Grupului Oituz-Vrancea | General Eremia Grigorescu Comandantul Grupului Oituz-Vrancea |                                                           |                                                           |                                                           |                                                           |  |  |                                                                |                                                                |                                                                |                                                                | General Arthur Văitoianu Comandantul Grupului Râmnic           | General Arthur Văitoianu Comandantul Grupului Râmnic           | General Arthur Văitoianu Comandantul Grupului Râmnic | General Arthur Văitoianu Comandantul Grupului Râmnic | General Arthur Văitoianu Comandantul Grupului Râmnic          | General Arthur Văitoianu Comandantul Grupului Râmnic          |                                                               |                                                               |                                                               |                                                               |  |  |                                                              |                                                              |                                                              |                                                              |                                                              |                                                              |  |  |  |  |  |  |  |  |  |  |  |  |
|                                                              |                                                              |                                                              |                                                              |                                                              |                                                              |                                                              |                                                              |                                                              |                                                              |                                                           |                                                           |                                                           |                                                           |  |  |                                                                |                                                                |                                                                |                                                                |                                                                |                                                                |                                                      |                                                      |                                                               |                                                               |                                                               |                                                               |                                                               |                                                               |  |  |                                                              |                                                              |                                                              |                                                              |                                                              |                                                              |  |  |  |  |  |  |  |  |  |  |  |  |
| General Eremia Grigorescu Comandantul Diviziei 15 Infanterie | General Eremia Grigorescu Comandantul Diviziei 15 Infanterie | General Eremia Grigorescu Comandantul Diviziei 15 Infanterie | General Eremia Grigorescu Comandantul Diviziei 15 Infanterie | General Eremia Grigorescu Comandantul Diviziei 15 Infanterie | General Eremia Grigorescu Comandantul Diviziei 15 Infanterie |                                                              |                                                              | Colonel Alexandru D. Sturdza Comandantul Brigăzii 7 Mixte    | Colonel Alexandru D. Sturdza Comandantul Brigăzii 7 Mixte    | Colonel Alexandru D. Sturdza Comandantul Brigăzii 7 Mixte | Colonel Alexandru D. Sturdza Comandantul Brigăzii 7 Mixte | Colonel Alexandru D. Sturdza Comandantul Brigăzii 7 Mixte | Colonel Alexandru D. Sturdza Comandantul Brigăzii 7 Mixte |  |  | General Alexandru Mărgineanu Comandantul Diviziei 3 Infanterie | General Alexandru Mărgineanu Comandantul Diviziei 3 Infanterie | General Alexandru Mărgineanu Comandantul Diviziei 3 Infanterie | General Alexandru Mărgineanu Comandantul Diviziei 3 Infanterie | General Alexandru Mărgineanu Comandantul Diviziei 3 Infanterie | General Alexandru Mărgineanu Comandantul Diviziei 3 Infanterie |                                                      |                                                      | General Dumitru Stratilescu Comandantul Diviziei 1 Infanterie | General Dumitru Stratilescu Comandantul Diviziei 1 Infanterie | General Dumitru Stratilescu Comandantul Diviziei 1 Infanterie | General Dumitru Stratilescu Comandantul Diviziei 1 Infanterie | General Dumitru Stratilescu Comandantul Diviziei 1 Infanterie | General Dumitru Stratilescu Comandantul Diviziei 1 Infanterie |  |  | General Nicolae Arghirescu Comandantul Diviziei 6 Infanterie | General Nicolae Arghirescu Comandantul Diviziei 6 Infanterie | General Nicolae Arghirescu Comandantul Diviziei 6 Infanterie | General Nicolae Arghirescu Comandantul Diviziei 6 Infanterie | General Nicolae Arghirescu Comandantul Diviziei 6 Infanterie | General Nicolae Arghirescu Comandantul Diviziei 6 Infanterie |  |  |  |  |  |  |  |  |  |  |  |  |

Comandanți ruși

Comandant al Corpul 4 Armată - General Eris Han Sultan Ghirei Aliev

Comandant al Corpul 8 Armată - General Anton Ivanovici Denikin

Comandant al Corpul 4 Siberian - General Leonid-Otto Ottovici Sirelius

Comandanți ai Puterilor Centrale

Comandant al Armatei de Dunăre - General August von Mackensen

Comandant al Armatei 9 germană - General de infanterie Erich von Falkenhayn

Comandant al Diviziei 26 Infanterie turcă - Colonel Mustafa Izzet Bey

Comandant al Diviziei 1 Infanterie bulgară  - General Ianko Draganov

Comandant al Diviziei 12 Infanterie bulgară  - General Gheorghi Abadjiev:pp. 183-184